# Roman Czerniawski
 (mai 2025).
Si vous disposez d'ouvrages ou d'articles de référence ou si vous connaissez des sites web de qualité traitant du thème abordé ici, merci de compléter l'article en donnant les références utiles à sa vérifiabilité et en les liant à la section « Notes et références ».
Roman Czerniawski, né le 6 février 1910 à Tłuste (Pologne) et mort le 26 avril 1985 à Londres, est un officier d'aviation polonais et un agent secret pendant la Seconde Guerre mondiale au service du gouvernement polonais en exil. Il fut fondateur et chef du réseau de renseignement Interallié en France, puis agent double et la pièce importante du Système Double Cross d'intoxication des services de renseignement allemands développé par le Service de la sûreté britannique (MI-5).

## Biographie
Roman Czerniawski naît le 6 février 1910 dans le village de Tłuste (voïvodie de Tarnopol, Pologne).
Après avoir obtenu le 15 août 1931 son diplôme d'officier à l'École de formation des pilotes des Forces Aériennes Polonaises à Dęblin, Czerniawski est affecté au 11e escadron du 1er régiment aérien. En 1934, il s'entraîne au Centre de formation des officiers de l'aviation. Promu au rang de lieutenant, il poursuit sa formation de pilote et intègre le 11e escadron de chasseurs. En 1938, il obtient le diplôme de l'École supérieure de guerre de Varsovie (Wyższa Szkoła Wojenna) et devient capitaine. On l'affecte au département de l'organisation du commandement de l'aviation polonaise. 
Au début de la guerre de 1939, il est pilote dans l'escadron d'état-major. Le 9 septembre, il est délégué au commandement de la défense de Lvov. Après la capitulation de la ville, il s'évacue en avion en Roumanie, puis, il gagne la France où se reconstitue l'armée polonaise. 
En novembre 1939, il y suit un cours des états majors à l’École de Guerre. Après avoir obtenu son diplôme en mars 1940, il devient le chef du 2e bureau de la 1re Division de grenadiers, avec laquelle il participe aux combats sur la ligne Maginot et dans la région du canal de la Marne au Rhin et Lagarde. Après la dissolution de la division et l'armistice du maréchal Pétain que le gouvernement polonais n'a pas accepté, il cherche à gagner la Grande-Bretagne par le sud de la France. Renée Borni avec laquelle il s'est lié d'amitié l'aide en lui donnant les documents de son défunt mari, Armand Borni. 
Arrivé à Toulouse, il prend contact avec les anciens du 2e bureau : les majors Mieczysław Zygfryd Słowikowski et Wincenty Zarembski et entame la constitution du réseau clandestin sous le pseudonyme « Armand ». En septembre 1940, il est nommé responsable du centre d'évacuation de Toulouse. Il n’y travaille pas longtemps, car le deuxième bureau du Nord-Ouest a besoin de renseignements militaires venant de la zone occupée du nord de la France et Czerniawski se voit confier la création d'un centre de renseignement à Paris.
Avant de quitter Toulouse, il rencontre Mathilde Carré. Il la recrute considérant que les contacts et les connaissances du temps des études de Mathilde à la Sorbonne peuvent lui être utiles à Paris. Le 9 novembre 1940, le capitaine Czerniawski (alias « Armand », « Walenty ») part avec Mathilde pour Paris et très rapidement, dès le milieu du mois, met en place un réseau sous le nom de code « Interallié ». Mathilde alias « Victoire », qui vit avec lui, l'aide à recruter et s’occupe de la rédaction des rapports qui sont initialement envoyés à Toulouse, cachés dans les toilettes du train express Paris-Toulouse. Le courrier trouve son destinataire sans incidents. Il n'est pas découvert même lors d'un arrêt accidentel du wagon pendant deux mois. 
Armand et Victoire sont recommandés auprès de Me Brault, un avocat spécialisé dans les affaires anglaises et américaines. Il accepte de les mettre en rapport avec nombre de ses relations professionnelles et son cabinet sert de couverture. Au milieu de 1941, le réseau compte 250 agents dont 40 Polonais. C'est le réseau de renseignements le plus étoffé du début de l'occupation. 
Armand, qui a également des contacts avec ses homologues français, envoie Mathilde à Vichy auprès d'officiers du Deuxième Bureau. Certains officiers de renseignement français restent fidèles à leurs alliés anglais et ne dédaignent pas de travailler avec eux en échange des informations sur les réseaux alliés en zone occupée. De nombreuses informations précieuses sont acquises et transférées à Londres via Toulouse. Malheureusement, les services de renseignement britanniques, se méfiant de Vichy, ignorent certains comme ceux à propos du débarquement à Tripoli des troupes de l'Afrika Korps ou à propos des sous-marins allemands. 
Au début de 1941, Armand reçoit un poste de radio. Pendant longtemps, il ne pouvait pas établir de communication avec Londres. Ce ne fut possible que le 10 mai 1941. Afin de maintenir la sécurité, l'envoi de messages est limité à quelques minutes. Cela permet d'envoyer environ 40 mots, puis ce nombre est porté à 100 mots. Le réseau fournit des informations précieuses sur les mouvements des troupes allemandes, les dépôts de munitions, les aéroports, les batteries sur la côte et les fortifications en cours de construction. Les rapports hebdomadaires sont très volumineux, de 20 à 50 pages dactylographiés. Pour faciliter le travail des coursiers clandestins, Armand fait photographier les rapports ce qui réduit considérablement la taille des envois.
En septembre 1941, après un an d'activité, Czerniawski est convoqué et transporté dans un avion britannique à Londres.
Dans l'état-major du commandant en chef polonais, il est présenté au général Sikorski qui le décore de l'ordre militaire Virtuti Militari, classe V. Il y rencontre également le colonel Stanisław Gano, le chef du 2e bureau polonais et des représentants des services de renseignement britanniques. Il rentre en France le 10 octobre, déposé près de Tours. 
Le 23 octobre 1941, le contre-espionnage allemand tombe sur la trace d'Armand et le 16 novembre Czerniawski est arrêté. Renée Borni et Mathilde Carré sont également emprisonnées. Mathilde accepte de collaborer et révèle aux Allemands la cache contenant des dossiers personnels des membres du réseau et des copies des documents envoyés à Londres. Les Allemands sont si étonnés de l'exactitude des renseignements qu'ils organisèrent une exposition de ces documents afin que les employés d'Abwehr puissent en prendre connaissance.
Les Allemands veulent retourner Armand aussi. Le colonel Oscar Reile, le chef de l’Abwehr à Paris, lui rend visite en prison à plusieurs reprises et lui propose de coopérer. Finalement Czerniawski accepte en échange de la garantie que les 64 membres de son réseau arrêtés ne seront pas fusillés mais traités en prisonniers de guerre. Avec l'accord de l'amiral Wilhelm Canaris, le 14 juillet 1942, Armand devient agent de l’Abwehr sous le pseudo d’Hubert et met au point avec Oscar Reile les conditions de sa libération et de sa (supposée) future coopération.
À Londres, Czerniawski est d'abord interrogé par le MI5. Il justifie sa présence en Angleterre par la version convenue avec les Allemands (celle de l’évasion du 14 juillet lors d’un accident de la circulation). Les Britanniques le remettent aux Polonais qui le soumettent à un interrogatoire serré de nouveau. Il finit par obtenir un rendez-vous avec le colonel Gano à qui il révèle son accord avec l’Abwehr pour espionner en Angleterre. Il lui expose aussi son projet d'utiliser sa nouvelle couverture pour manipuler à son tour les Allemands. Mis au courant, le général Sikorski marque son intérêt pour le projet de Czerniawski, sans vouloir prendre la responsabilité de le piloter. Ainsi, Czerniawski, « Hubert » pour les Allemands, est mis à la disposition des Britanniques et devient agent du Système Double Cross sous le pseudo de « Brutus ». Mis à part le colonel Gano et le général Sikorski, aucun Polonais n'est au courant du rôle qu’il joue ainsi pendant près de deux ans. Plus tard, les Britanniques le nomment officier de liaison auprès du général Bradley, puis du général Eisenhower.[réf. nécessaire]
Les premiers messages d’Hubert parviennent aux Allemands en janvier 1943, et il acquiert rapidement leur confiance. Il agit d’abord dans le cadre de l’opération Starkey qui cherche à faire croire aux Allemands à un débarquement des Alliés dans le Pas-de-Calais, prétendument planifié pour le 9 septembre 1943. Le but visé est de les conduire à y maintenir stérilement quelques divisions à l’ouest et d’empêcher le déplacement et l’engagement de ces divisions sur le front russe.
À partir du 31 janvier 1944, Czerniawski est engagé dans l’opération Fortitude ainsi que l'opération Bodyguard qui visent à induire en erreur les services de renseignement allemands quant au lieu et la date du débarquement allié. Il accrédite l’idée que le premier débarquement est un leurre et que le véritable doit avoir lieu plus tard, dans la région du Pas-de-Calais. Hitler y croit et refuse de former des groupes de retraite. Les divergences révélées dans ces rapports par les Allemands, Brutus les explique par les frictions entre les Alliés. Il envoie son dernier message d'adieu après la traversée du Rhin par les troupes alliées. Le colonel Reile écrira plus tard dans ses mémoires que Berlin croyait en Hubert et n'en douta pas jusqu'à la fin de la guerre.
Après la guerre, Roman Czerniawski reste en exil et fait partie d'un groupe qui deviendra plus tard l'Association polonaise des aviateurs en Grande-Bretagne.  
Il meurt le 26 avril 1985 à Londres, à l'âge de 75 ans et il est enterré au cimetière des aviateurs polonais à Newark-on-Trent.

## Publications
- (en)  Roman Garby-Czerniawski, The Big Network, London, George Ronald, 1961.
- Dépositions du capitaine Czerniawski des 18, 19 et 21 octobre 1942 à Londres, PISM (Polish Institute and Sikorski Museum, Londres), cote Kol 96/27.
- L’Espion qui trompa Hitler, interview de Roman Czerniawski recueillie par Michel Leclercq, Paris-Match, no 1872 12 avril 1985.

## Décorations
- Pologne : Ordre militaire de Virtuti Militari.

## Identités
- Réseau INTERALLIÉ :
  - Fausse identité : Armand Borni (identité du mari décédé de Renée Borni), d’où le pseudo « Armand » fréquemment employé ; Juan Garancia Luengo (faux papiers pour passer en Espagne)
  - Pseudo : Walenty (ou Valenty, ou Valentin)
- Comme agent double en Angleterre :
  - Pour les Britanniques (MI-5) : Brutus
  - Pour les Allemands (Abwehr) : Hubert

## Sources
- Janusz Piekałkiewicz, Les grandes réussites de l’espionnage, traduit de l’allemand par M. Œuvrard, Librairie Arthème Fayard et Paris-Match, 1971.
- Hugh Verity, Nous atterrissions de nuit… (préface de Jacques Mallet), 5e édition française, Éditions Vario, 2004,  (ISBN 2-913663-10-9).
- Jean Medrala, Les Réseaux de renseignements franco-polonais 1940-1944. Réseau F, Marine, Famille-Interallié, Réseau F2, Étoile, PSW-Afrique, Enigma-équipe 300, Suisse3, L’Harmattan, 2005  (ISBN 2-7475-8157-8 et 978-2-7475-8157-8).
- La Résistance polonaise en France, DVD édité par l'AERI et la Société Historique et Littéraire Polonaise sous la coordination de Jean Medrala  (ISBN 978-2-915742-29-9).
- Ben Macintyre, Les Espions du Débarquement, Ixelles Editions  (ISBN 978-2-87515-153-7).
- Borowiak J., Armad-Brutus [w:] Rzeczpospolita Podchorążacka 3/2002
- Czerniawski R., Historia "Marsza Lotników" [w:] Gapa 14 (2/2015)
- Pawlak J., Absolwenci Szkoły Orląt, Wydawnictwo Retro-Art, Warszawa, 2002
- Pepłoński A., Wywiad Polskich Sił Zbrojnych na Zachodzie 1939-1945, Agencja Wydawnicza Jerzy Mostowski, Warszawa, 1995
- Śliżewski G., "Turyści Sikorskiego", czyli kurs na zachód [w:] Za linią wroga, Wydawnictwo Gretza, Warszawa, 2015